# Gorges de Spelunca
Les gorges de Spelunca (en corse a Spilonca) sont situées en Corse-du-Sud entre les villages d'Ota et d'Évisa. Elles constituent à la fois la limite et le seul accès entre les anciennes pièves de Sevidentro et Sevinfuori.

## Géographie

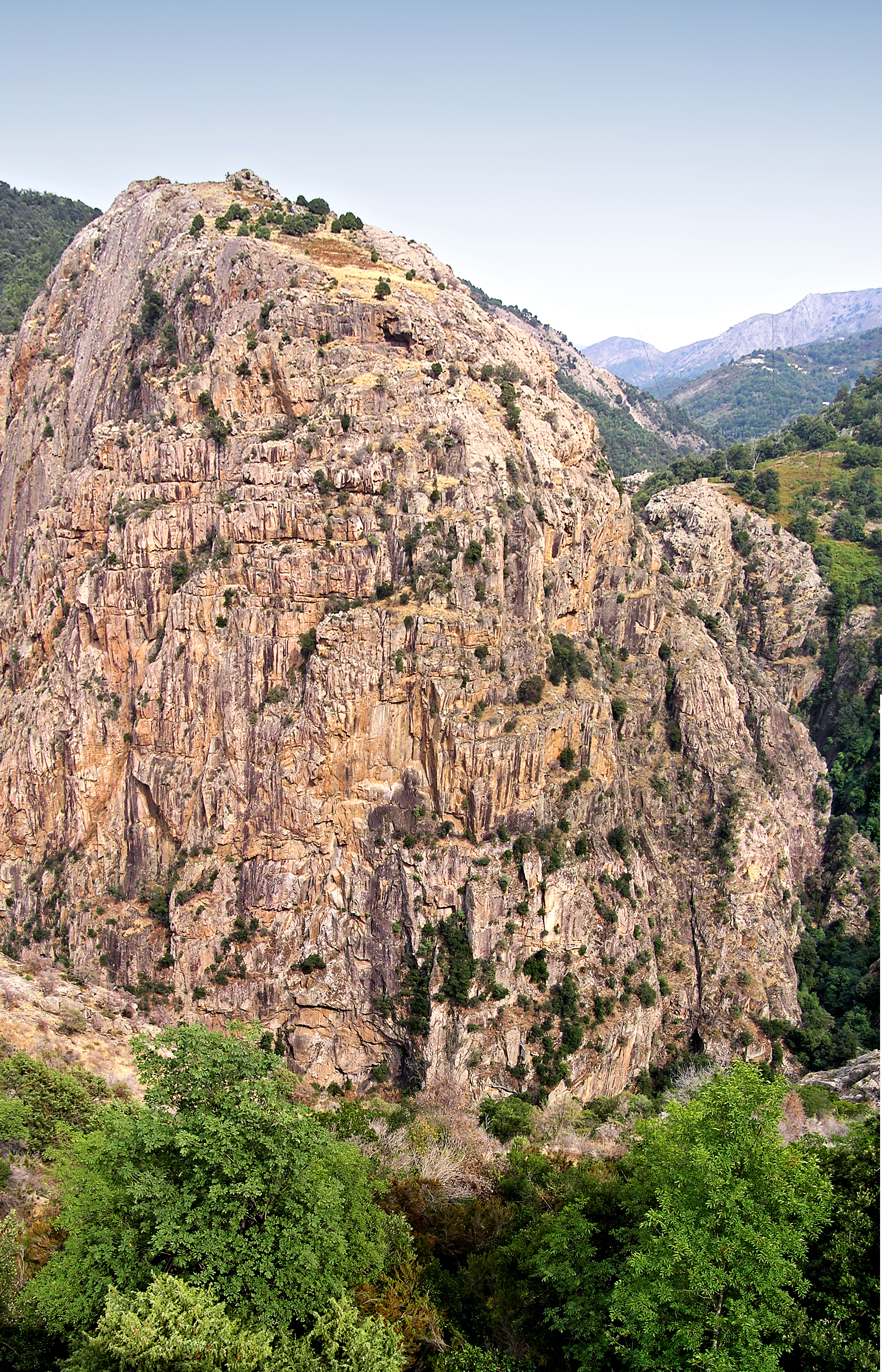
Le rocher de Spilonca.

Les gorges de la Spelunca sont traversées par le ruisseau de Tavulella qui prend le nom de Porto le port en langue corse au sortir des gorges. Dans sa traversée le Tavulella est alimenté par les eaux du ruisseau d'Aïtone, le point de confluence se situant en aval du pont génois de Zaglia.

Les gorges offrent des paysages vertigineux, dominés par un énorme rocher en haut duquel aurait existé au lieu-dit U Castellu, le château des Leca détruit au XVIIe siècle selon la légende locale.

## Le sentier de la Spilonca

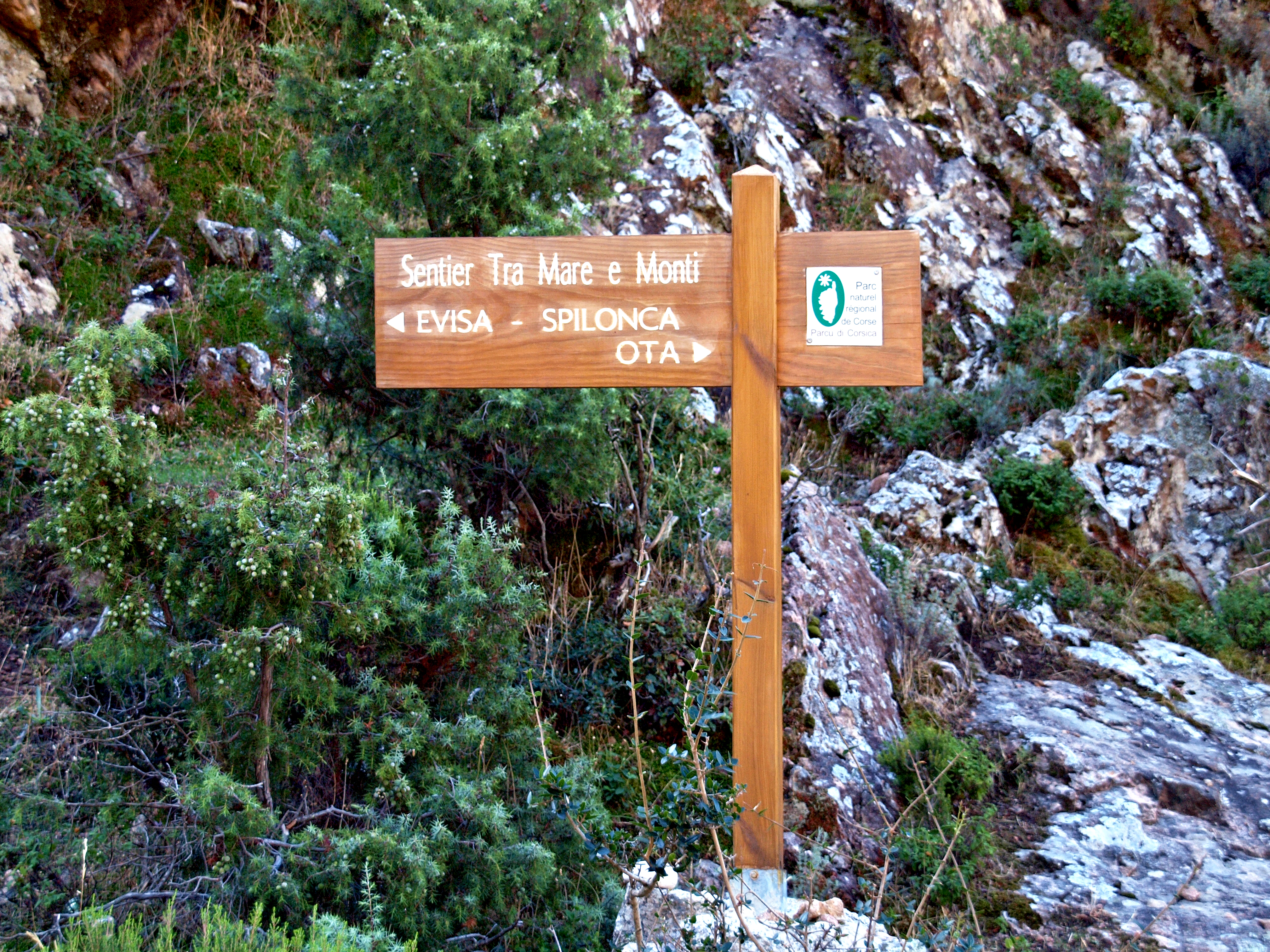
Fin du sentier de la Spilonca - RD 124

Le sentier muletier part de la route D84 à l'entrée ouest d'Évisa à 850 m d’altitude. Il emprunte le chemin de grande randonnée Tra Mare e Monti qui relie Calenzana au nord à Cargèse au sud, via Ota et Évisa. Il passe sur le pont de Zaglia enjambeant le ruisseau de Tavulella.

Le sentier se termine (côté Ota) au lieu-dit « les 2 ponts », là où la route D124 traverse la rivière Tavulella et le ruisseau Lonca. L’endroit permet le stationnement en bordure de route. Le chemin carrossable remonte, en pente douce jusqu’à Ota.
Des « 2 ponts » le sentier remonte jusqu’au petit village d'Ota en passant sur un autre pont génois, le pont de Pianella. Le remarquable rocher d'Ota, Capu d'Ota (890 m), est visible depuis le milieu du sentier.
Ce sentier d'interprétation descend le long des gorges de la Spelunca très arborées et balisées par pas moins de 25 panneaux ou lutrins expliquant la faune, la flore, la construction d’un chantier muletier et la fabrication d’un pont génois.
Il s’agit avant tout d’une balade culturelle, facile, qui peut être agrémentée par une halte pique-nique et un bain dans la rivière aux eaux translucides et fraîches.

### Architecture
- Le travail de la pierre :
  - murs et couronnement, utilisant la technique de la pierre sèche (sans liant, ni ciment, ni chaux, ni sable, ni eau), l’avantage est leur perméabilité en laissant passer l’eau et de retenir la terre.
  - le dallage des sols et la mise en œuvre des emmarchements permet d’éviter l’érosion du sentier et de résister au passage de charges lourdes. On appelle souvent ces aménagements, des « pas d’âne ». La distance entre chaque marche est la plus proche d’un multiple du pas de l’animal.
  - les cassis, sont des aménagements destinés à dévier les eaux de ruissellement qui ont tendance à rester sur les chemins. Ils permettent d’évacuer les eaux sur le côté afin de limiter l’érosion et le creusement excessif du sentier. Ils sont réalisés à l’aide de pierres longues, placées sur chant, fortement enterrées et calées en travers du passage, légèrement de biais.

## Pont de Zaglia

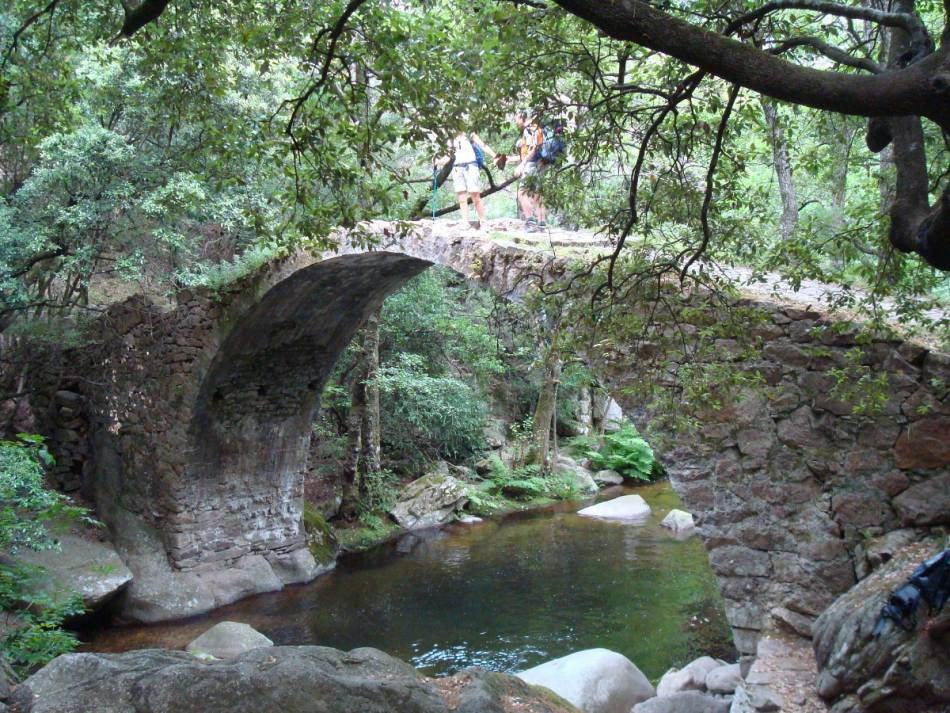
Le pont de Zaglia, gorges de la Spelonca

Le pont de Zaglia, projeté en 1712, a été bâti en 1797 par le maître-maçon génois Antonio Bensa pour permettre aux bergers transhumants et aux habitants menacés par la crise des terres de se déplacer plus aisément. Il est représentatif des ponts génois. L’impressionnante ouverture de son arche s’explique par le torrentueux débit saisonnier de la Tavulella et de ses affluents.
L’édification d’un pont tel que celui de Zaglia dure un ou deux ans. Parfois il faut détourner le lit de la rivière pour travailler au sec et entreprendre la grande maçonnerie de la culée.
Le pont génois est un chef-d’œuvre de science des fluides, d’esthétisme et de technique architecturale ; franchir par une seule arche la rivière, les deux « culées » reposant directement sur le chaos rocheux des rives. Le tablier est en dos d’âne, dallé ou revêtu de galets de la rivière, bordé de deux parapets recouverts de longues pierres.
Le pont de Zaglia est classé Monument historique par arrêté du 26 juin 1990. 

## Pont de Pianella

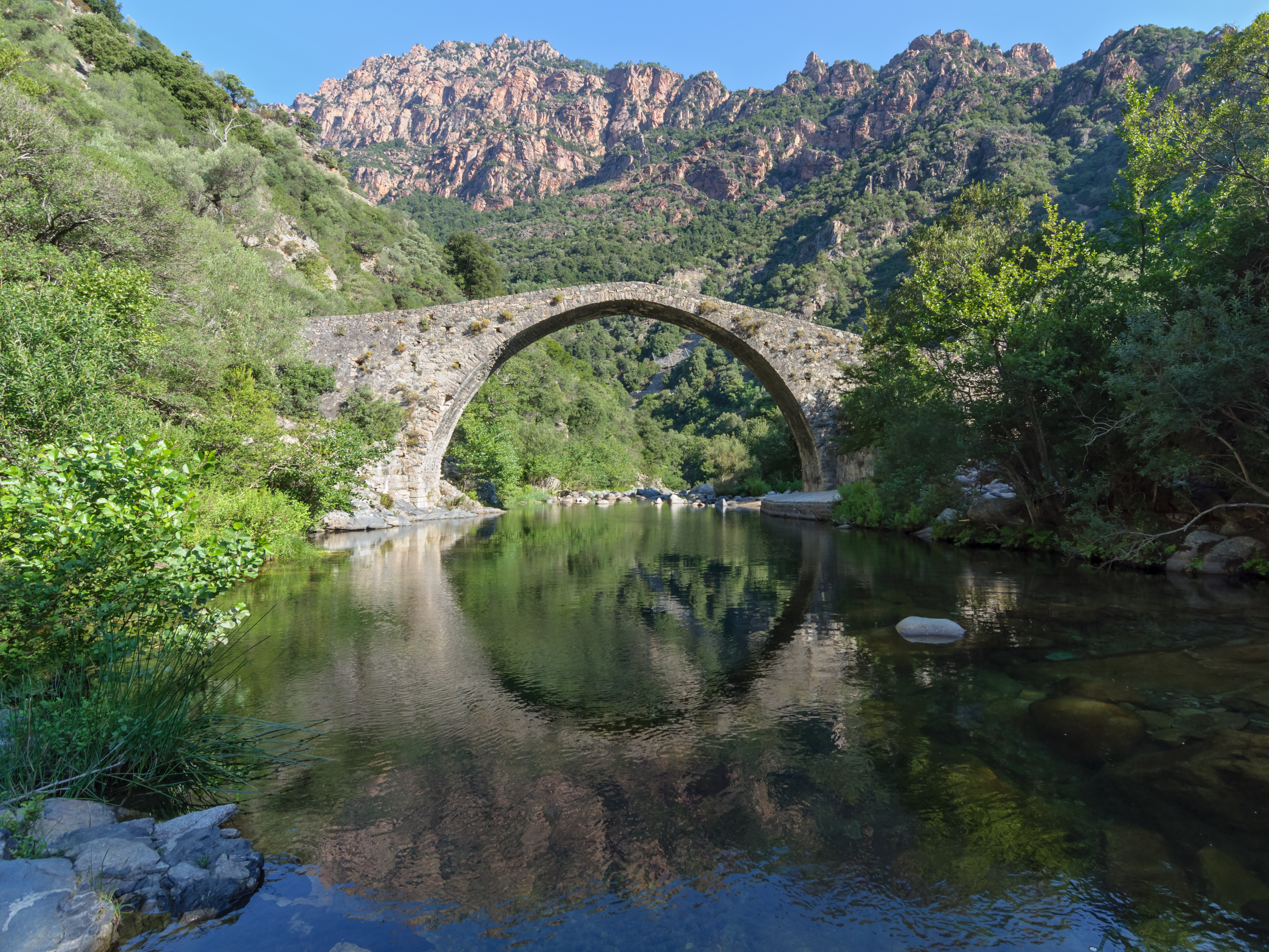
Pont de Pianella

Ce pont génois du XVe siècle est situé sur la rivière Porto, nom pris par le ruisseau de Tavulella après sa confluence avec le ruisseau de Lonca en aval des « 2 ponts », à la sortie des gorges de la Spelonca.
Le pont de Pianella est également classé Monument historique par arrêté du 29 novembre 1976. 

## La flore

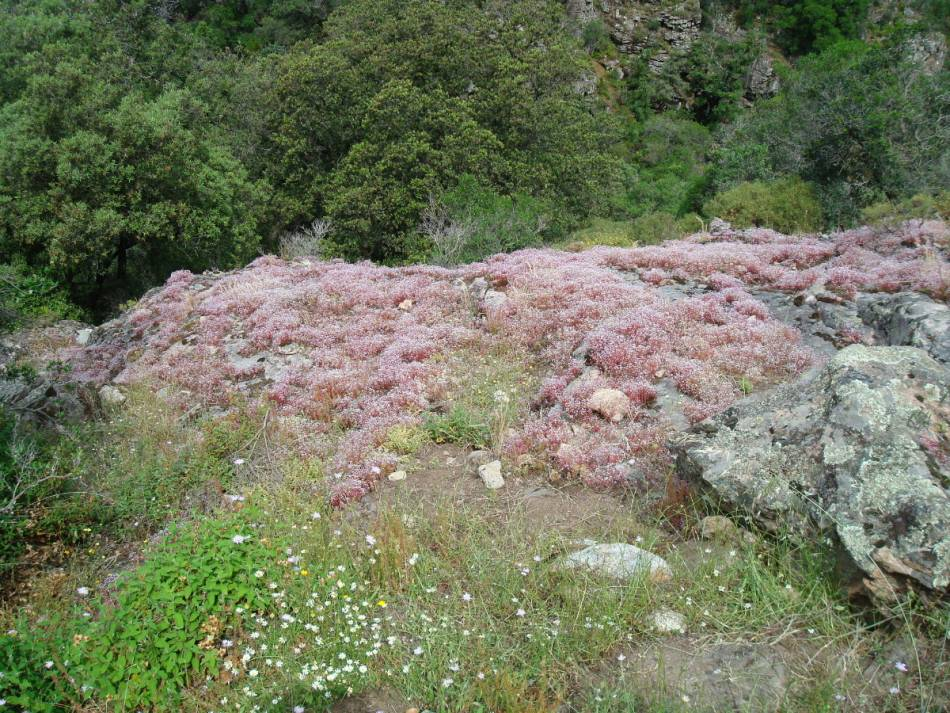
Tapis d’orpins bleuâtres sur les rochers

- L’ancien verger abandonné est planté de poirier sauvage et épineux (Pirus spinisa) dit aussi poirier à feuilles d’amandier. Les rameaux sont piquants et les fruits âpres.
- Le pin laricio (Pinus nigra) qui peut atteindre de 30 à 40 m, anciennement employé pour les mats de bateaux, sert aujourd’hui pour la charpente ou la menuiserie.
- Le pin mésogéen ou pin maritime, utilisé en menuiserie, palette, poteau, panneau et pâte à papier.
- Le chêne vert (Quercius ilex), assure une bonne protection des sols contre l’érosion. Bois très dur et très dense, difficile à travailler, employé pour le chauffage et le charbon de bois.
- Le sorbier domestique (Sorbus domestica), il donne des fruits qui ressemblent à de petites poires, consommables de septembre à novembre lorsqu'ils sont blets.
- L’arbousier (Arbutus unedo), donne un fruit des plus caractéristiques de la Corse, utilisé pour les confitures, gelée, liqueurs, eau-de-vie ou pour la confiserie.
- L’érable de Montpellier (Acer monspessulanum), utilisé en tournerie, menuiserie, marqueterie et comme bois de chauffage.
- Le figuier commun (Ficus carica), fruit très bien connu et apprécié de tous. Avec les châtaignes et les noix ils constituent des provisions importantes pour l’hiver.
- La filaire (Phillyrea angustifolia), était employée pour faire des balais.
- l’orpin bleuâtre (Sedum dasyphyllum), aussi appelé « herbe de l’Ascension », pousse sur les rochers, très vivace peut vivre sans terre ni eau.
- Le genévrier oxycèdre (Juniperus oxycedrus), bois dur à grain très fin pour marqueterie, ébénisterie et piquet de clôture (ne pourrit jamais). Son bois brulé et distillé donne l’huile de cade.
- Le buis commun (Buxus sempervirens), symbole de paix et d’harmonie, son bois dur sert à faire des cuillères, fourchettes, pipes, manches, les feuillages sont utilisés comme balais.
- Le lys de Saint-Pancrace (Pancratium illyricum), appelé aussi « pile ou face », fleurit en mai-juin.
- Le frêne à fleur (Fraximus ornus), bois qui se travaille bien, servait à faire des manches, des bâts, des jougs, des fourches, sabots, pieux,.. Les feuilles étaient utilisées en tisane contre les rhumatismes.
- Les plantes aromatiques :
  - La lavande des Stéchades (Lavandula stoechas),
  - La germandrée marum (Teucrium marum),
- Le rocher suintant :
  - La capillaire (Adiantum capillus-veneris), genre de fougère, utilisée pour les problèmes de voies respiratoires.
  - La sélaginelle (Selaginella denticulata), petite plante proche des fougères.

## La faune
- Le geai des chênes (garrulus gladarius), bel oiseau coloré de la taille d’un pigeon, omnivore, vit dans les forêts mais affectionne les vergers.
- La couleuvre verte et jaune (Coluber viridiflavus), se nourrit de lézards, petits mammifères et oiseaux.
- Le lézard des murailles (Podarcis tiliguerta), très nombreux sur les rochers, la femelle à des couleurs lignées et le mâle des couleurs réticulées.
- Le martinet à ventre blanc (Apus melba), migre au mois d’avril et revient nicher au même endroit.
- L’hirondelle de rochers (Hirundo rupestris), niche dans les parois rocheuses.
- La salamandre de Corse (Salamandra corsica), aime la fraîcheur. La première partie de sa vie est aquatique et terrestre une fois adulte.

## Galerie de photos

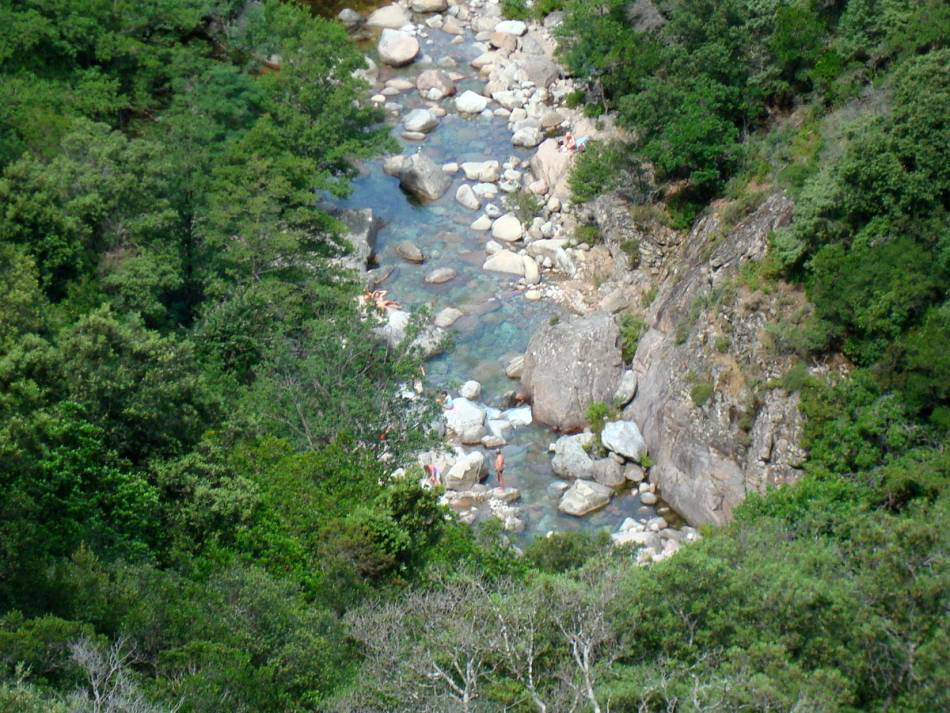
La rivière Tavulella dans les gorges de la Spelonca
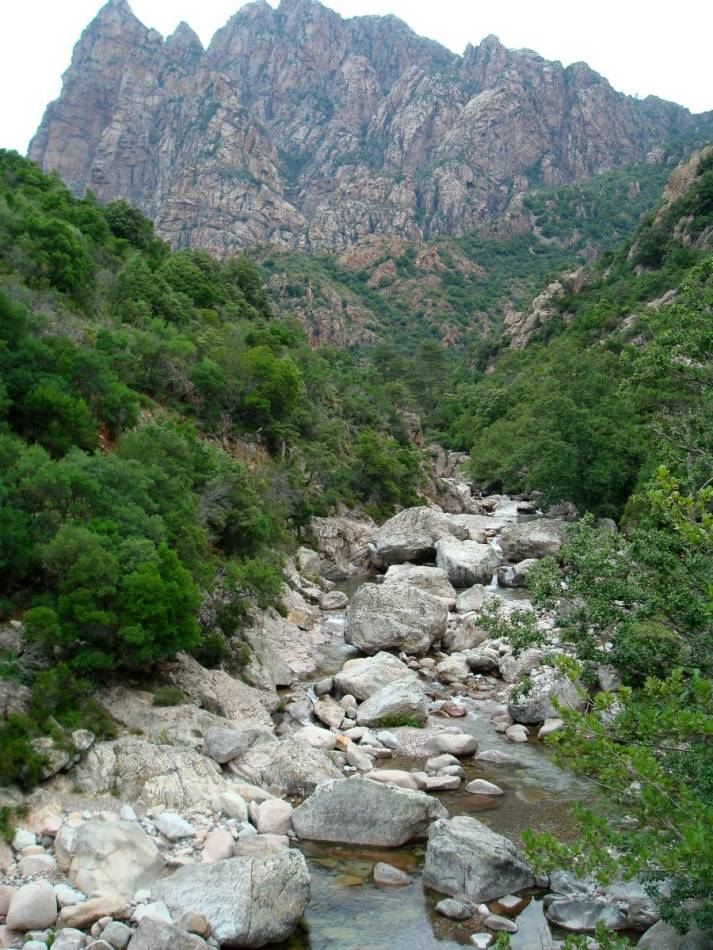
Le ruisseau de Lonca aux deux ponts
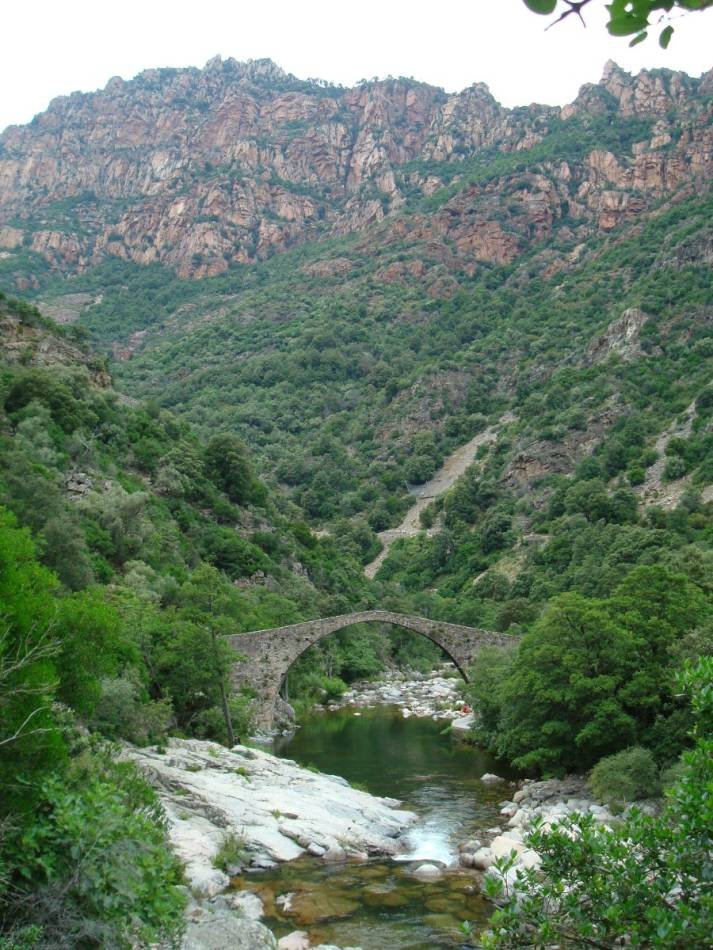
Le pont génois de Pianella
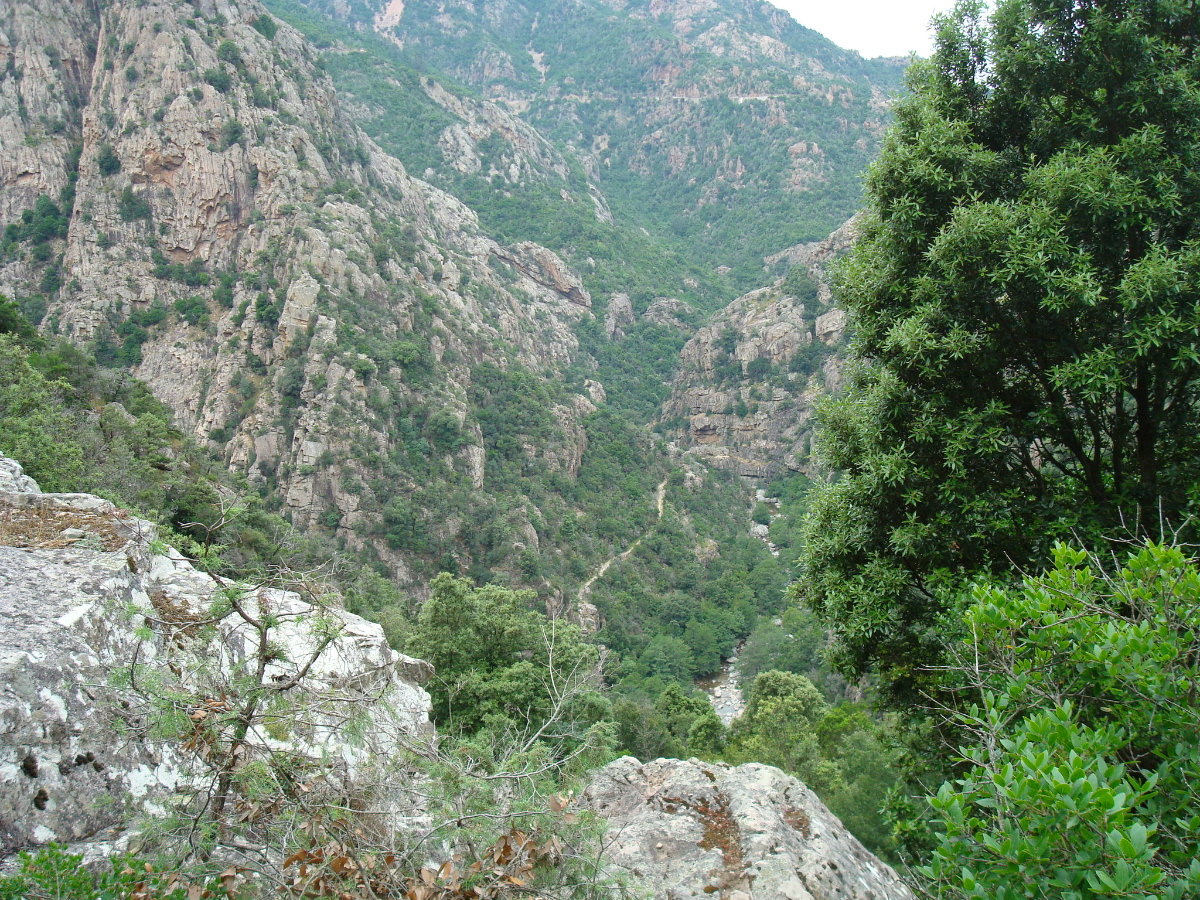
Les gorges de la Spelonca depuis le sentier d’Evisa